# Stilbe vestita
Stilbe vestita är en tvåhjärtbladig växtart som beskrevs av Berg.. Stilbe vestita ingår i släktet Stilbe och familjen Stilbaceae. Inga underarter finns listade i Catalogue of Life.